# Gleb Gamasin
Gleb Gamasin (russisch Глеб Глебович Гамазин Gleb Glebowitsch Gamasin; * 18. Juni 1957 in Moskau; † 29. Juni 2014 ebenda) war ein russischer bildender Künstler, Grafiker und Designer, der auch in Deutschland lebte und wirkte.

## Leben und Werk
Von 1974 bis 1980 studierte Gamasin an der Lomonossow-Universität Moskau Design und Bildende Kunst. Parallel absolvierte er eine Ausbildung in Kunst- und Architekturgeschichte. Nach Abschluss des Studiums (1980–1985) war er zunächst als Assistent und später Dozent an der Kunstschule für Freihandzeichnen und Komposition tätig. 1985 wurde er Mitglied des Künstlerverbands der Russischen Föderation (Regionalabteilung Moskau).
Von 1985 bis März 1990 arbeitete er freiberuflich als bildender Künstler und Designer in Moskau. Seine Werke wurden auf Kunstausstellungen in Russland und international (u. a. in Schweden, USA, Australien/EXPO 88, Deutschland) präsentiert. Einige seiner Werke befinden sich im Wladimir-Majakowski-Museum (Museum des russischen Konstruktivismus).
1990 wurde Gamasin von dem damaligen Bauhaus-Direktor Rolf Kuhn an das Bauhaus Dessau berufen und übernahm im selben Jahr die Stelle eines bildenden Künstlers in der experimentellen Werkstatt.
Mit der Gründung der Stiftung Bauhaus Dessau wechselte Gamasin 1993 nach Anfrage des Leiters des Bereichs Akademie, Timo Tanninen, in diesen Bereich. Im Rahmen seiner Arbeit für die Stiftung Bauhaus Dessau führte er mehrere Projekte durch (siehe die Projekte/Auswahl 1992–2002).
Neben seiner Tätigkeit für das Bauhaus Dessau realisierte Gamasin als freier Künstler Ausstellungen und Kunstprojekte in Deutschland und im Ausland.
1992 wurde er von Helmut Strehl eingeladen, ihn beim Aufbau der neuen Hochschule Anhalt in den Bereichen Architektur, Design und Bauingenieurwesen zu unterstützen. In den Folgejahren (1992–1994) lehrte er an der Fachhochschule Anhalt die Grundlagen der Gestaltung für Architektur- und Designstudenten.
1993–1998 wurden von ihm im Bereich Akademie der Stiftung mehrere experimentelle Projekte organisiert und durchgeführt unter Beteiligung von Architektur- und Designstudenten aus deutschen und ausländischen Universitäten. Hierdurch konnte die Stiftung ihre Kontakte zu verschiedenen Universitäten ausbauen, unter anderem zur  University Humberside upon Hull, zur Design University Moscow, zur University Ottawa und zur Accademia Carrara Bergamo.
Nach dieser Tätigkeit pausierte er einige Jahre als Pädagoge. Ab 1998 legte er den Fokus auf Experimente mit neuen Materialien und Computerprogrammen.
Die letzten zwei Jahre nach der Gründung des neuen Bereichs Kommunikation der Stiftung Bauhaus Dessau wurde er in diesem Bereich vor allem mit Ausstellungsdesign, Veranstaltungsdesign (Verwendung von neuen Materialien und Konstruktionen der Ausstellungssysteme, Computersimulationen und weitere Möglichkeiten der Verwendung moderner Techniken im Designbereich) sowie auch teilweise mit Grafikdesign (Layouts und Plakate) beschäftigt.
Gamasin war verheiratet mit Elena Gamasina.

## Ausstellungen und Kunstprojekte (1991–2004)
- 1991: Kunstprojekt „Walwitzhafen“
- 1991: Internationale Kunst-Messe ART-Humburg
- 1992: Internationales Ausstellungsprojekt „über die Zeit am Bauhaus“[3]
- 1992: Ruine der Künste im Industriellen Gartenreich[4]
- 1993: Personalausstellungen in Heppenheim/Rheinstrasse, in Dessau u. a.
- 1993: One day construction/Second city Toronto-Ottawa-Moscow-Dessau
- 1994: „Industrial Garden Realm“, Kunstprojekt in Brüssel, mit Unterstützung der University Humberside/Kingston
- 1994: Hellersdorfer Lichtbrücke Kunstprojekt/Berlin
- 1995/1996: Farbe der Schatten Kunstprojekt Schloß Heiligenberg/Jugenheim
- 1996: Rauminstallation „communication wall“
- 1996: Interior Design im Restaurant „Kornhaus“
- 1997: Artefakte Kunstprojekt Schloss Friedewald
- 1997: Projekt „Cranach-Hof-Wittenberg“
- 1997: Accademie in Europa, Accademia Carrara di Belle Arti, Galleria D’Arte Moderna e Contemporanea Bergamo
- 1998: Faszination des Realen, Ausstellung, Berlin
- 1998: Ausstellung im Museum für Klassische und Moderne Kunst, Burganov Centre in Moskau
- 1999: brutti mente, Einzelausstellung Fichtenwalde
- 1999: Gelbes Fest am Bauhaus Dessau
- 2000: Einzelausstellung Kunst-Objekte, Galerie Burgdorf, Hannover
- 2000: Raumgestaltungsprojekt Bayer AG Bitterfeld
- 2000: Blaues Fest am Bauhaus Dessau[5]
- 2001: Kurt-Weill-Ball am Bauhaus Dessau
- 2001: Museumsnacht am Bauhaus Dessau
- 2001: Rotes Fest am Bauhaus Dessau
- 2002: Kunstobjekte, Galerie Bauart, Landesbauaustellung, Messe
- 2003: Reformationstag, Lutherstadt Wittenberg, Kunstprojekt, Ball „Geld und Kunst“
- 2003: Grünes Fest am Bauhaus Dessau[6]
- 2004: Bauhaus-Farbfest Orange[7]